# アモルゴス島
アモルゴス島（アモルゴスとう、ギリシア語: Αμοργός / Amorgos）は、エーゲ海のキクラデス諸島に属するギリシャ領の島。

## 地理

### 位置・広がり
キクラデス諸島の中では最も東に位置しており、ドデカネス諸島に最も近い島である。ナクソス島の東南約30km、アスティパレア島の西北約40km、サントリーニ島の北東約50kmに位置している。島の中心集落であるアモルゴスは、ナクソスから東南へ約56km、エルムポリから東南へ約108kmの距離にある。
島の形状は東西に長く、周辺にはニクリア島などの付属島がある。

### 主要な集落
島には主要な港が二つあり、いずれも西海岸に位置する。東西に長い島の中央部、カタポラ湾に位置するのがカタポラの港で、北東部に位置するのがエギアリ（オルモス・エギアリス）の港である。
島の集落の多くは、内陸部の山上に砦として築かれている。島の中心集落であるアモルゴス（ホラとも呼ばれる）は、カタポラの東、標高300mほどの山上に位置している。島の南西部にはアルケシーニ、ヴルツィスの集落がいずれも山上の砦としてある。
島の北東部のエギアリ港の背後の山上にトラリアやオルモスの集落がある。
島内のアルケシーニ、ミノア、アイガリ（メラニア）の三都市はステファノス・ヴィザンティオス (Stephanus of Byzantium) によって名付けられた。
アイガリは島の北東部、トラリアやストルヴォスの近くに位置し市街からでも村が見える。ミノアは島の北中部、カタポラやアルケシーニの近くに位置する。
- アモルゴス（ホラ）
- エギアリ
- トラリア

## 歴史

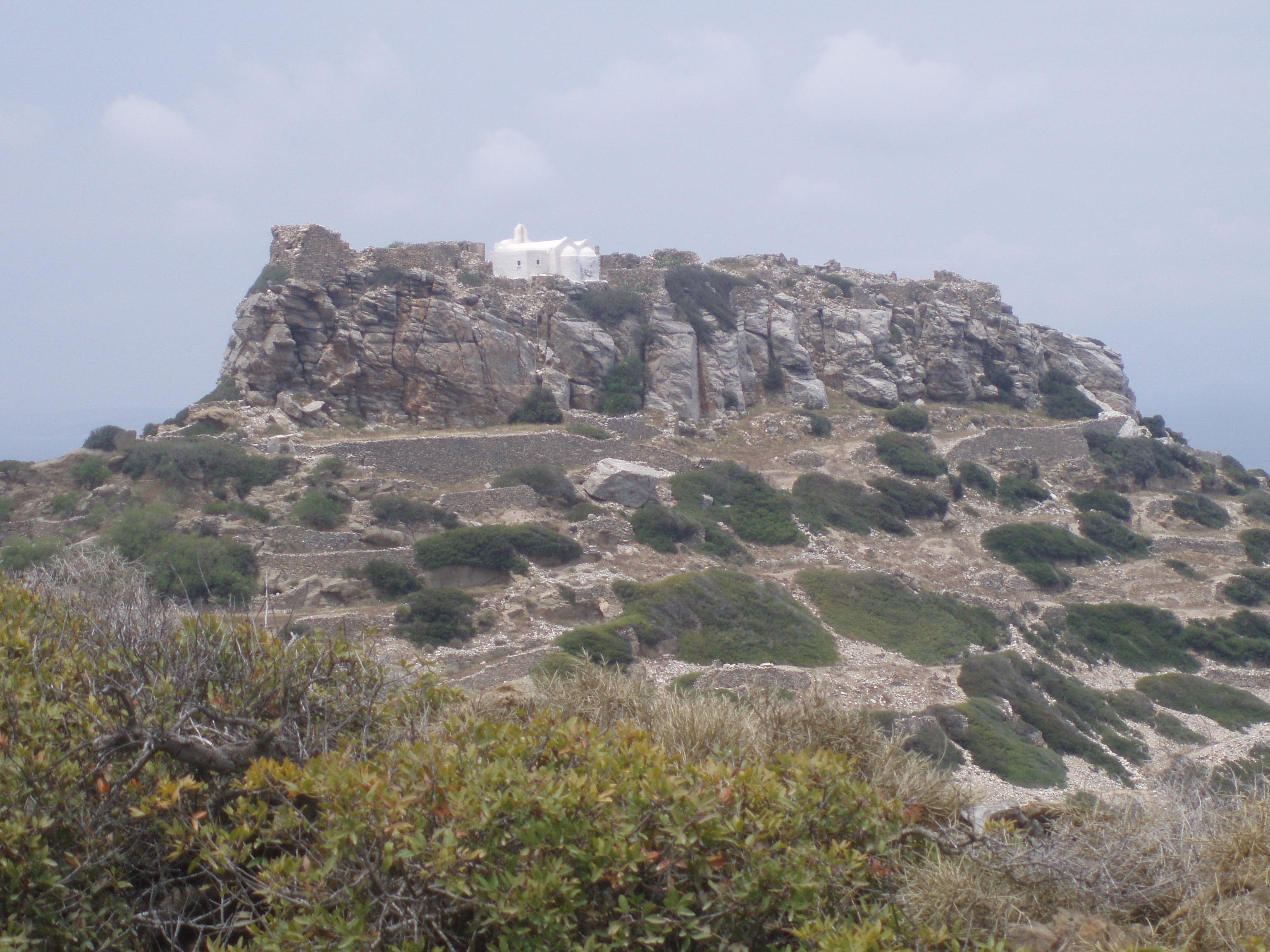
アルケシーニのアクロポリス

古墳などの発掘調査で、紀元前3200年から2000年に栄えたキクラデス文明の初期の遺物が発掘されたため、島には先史時代が存在していたことが分かっている。その後、古代イオニア人がミレトス、ハリカルナッソス、エフェソスなどからこの島を通ってキクラデス諸島やギリシャ本土に渡ったため、島はそれらの都市の影響を受けた。自主憲法を制定し、イオニアと同一の貨幣を導入し、アルケシーニ市街の外壁には装飾が施された。また、今でも古代の塔が島中に散在し、古墳、石器、石碑、甕などの出土品は島の栄華を物語っている。
古代、島はイペリア、パタグイ（プラタグイ）、パガリ、プシチア、カルキシアなどとも呼ばれた。島の港はギリシャ神話のアプロディーテーにちなみアスピス港と名付けられた。また、古代から島はミノア文明と思わしきクレタ島勢力に支配されていた。詩人アモルゴスのセモニデスによると、紀元前630年ごろにはサモスの属領になった。その後アモルゴン、アムルゴン、アモルガン、アムルガンと徐々に島名が変わった。
1953年7月9日にM7.5の大地震が発生し、53人が死亡した。

## 行政区画

キクラデス諸島におけるアモルゴス市（1999年 - 2010年）

### 自治体（ディモス）
アモルゴス市（Δήμος Αμοργού）は、南エーゲ地方ナクソス県に属する基礎自治体（ディモス）である。アモルゴス島全域と付属の島嶼を管轄する。
カリクラティス改革（2011年1月施行）以前、アモルゴス市は広域自治体（ノモス）であったキクラデス県に属していたが、改革に伴ってキクラデス県が廃止され、新たに置かれた行政区（ペリフェリアキ・エノティタ）であるナクソス県の管轄となった。カリクラティス改革では自治体の大規模な統廃合が行われたが、アモルゴス市については他の自治体との合併は行われていない。
表中の Δ.δ. は Δημοτικό διαμέρισμα の略であり、カポディストリアス改革による統廃合（1999年1月施行）以前の旧自治体に由来する区画である。[　] 内は人口（2001年国勢調査）を示す。
| - Δ.δ. Αμοργού アモルゴス [ 414 ] - η Αμοργός アモルゴス（ホラ） [ 398 ] - το Γραμπονήσι (νησίδα) [ 0 ] - η Καστελόπετρα カステロペトラ [ 16 ] - τα Νικούρια (νησίδα) ニクリア島 [ 0 ] - Δ.δ. Αιγιάλης エギアリ [ 487 ] - η Αιγιάλη エギアリ [ 229 ] - ο Άγιος Παύλος アイオス・パフロス [ 17 ] - ο Όρμος Αιγιάλης オルモス・エギアリス [ 125 ] - ο Ποταμός ポタモス [ 116 ] - Δ.δ. Αρκεσίνης アルケシーニ [ 218 ] - η Αρκεσίνη アルケシーニ [ 129 ] - η Γραμβούσσα (νησίδα) [ 0 ] - η Καλοταρίτισσα カロタリティッサ [ 31 ] - η Καλοφάνα カロファナ [ 41 ] - η Μαύρη Μύτη マフリ・ミティ [ 5 ] - η Ραχούλα ラフラ [ 12 ] - η Φελούκα (νησίδα) [ 0 ] - η Ψαλίδα (νησίδα) [ 0 ] - Δ.δ. Βρούτση ヴルツィス [ 82 ] - ο Βρούτσης ヴルツィス [ 37 ] - το Καμάρι カマリ [ 45 ] - Δ.δ. Θολαρίων トラリア [ 173 ] - τα Θολάρια トラリア [ 147 ] - η Παραλία Θολαρίων パラリア・トラリオン [ 26 ] - Δ.δ. Καταπόλων カタポラ [ 485 ] - τα Κατάπολα カタポラ [ 128 ] - το Άνω Αντικέρι (νησίδα) [ 0 ] - το Κάτω Αντικέρι (νησίδα) [ 1 ] - οι Λεύκες レフケス [ 49 ] - τα Νερά ネラ [ 9 ] - το Ξυλοκερατίδι クシロケラティーディ [ 107 ] - το Πέρα Ραχίδι ペラ・ラヒーディ [ 36 ] - το Ραχίδι ラヒーディ [ 148 ] - το Χριστουλάκι (τ. ο Τσεσεμές) クリストゥラキ [ 7 ] |

## 文化・観光
リュック・ベッソン監督の映画「グラン・ブルー」のロケが行われた。
ホラの北東にあるパナギア・コゾヴィオティッサ修道院は崖に寄り添うようにして建てられている。